# Niederländische Tischtennis-Meisterschaft
Die Niederländische Tischtennis-Meisterschaft ist ein Tischtennisturnier für Individualwettbewerbe, das seit 1935 jährlich ausgetragen wird. Veranstalter ist der Niederländische Tischtennisbund NTTB.
| Saison | Herren Einzel     | Damen Einzel           | Herren Doppel                       | Damen Doppel                                  | Mixed                                      |
| ------ | ----------------- | ---------------------- | ----------------------------------- | --------------------------------------------- | ------------------------------------------ |
| 2021   | Michel de Boer    | Shuo Han Men           | Gabrielius Camara Jochem de Hoop    | Esmee van Marwijk Kim Vermaas                 | Kas van Oost Dobrila Jorguseska            |
| 2020   | Laurens Tromer    | Shuo Han Men           | Martijn de Vries Rajko Gommers      | Rachel Gerarts Shuo Han Men                   | Rajko Gommers Kim Vermaas                  |
| 2019   | Rajko Gommers     | Kim Vermaas            | Barry Wijers Martin Khatchanov      | Melanie Bierdrager Angelique Gertenbach       | Rajko Gommers Kim Vermaas                  |
| 2018   | Ewout Oostwouder  | Shuo Han Men           | Rajko Gommers Martijn de Vries      | Yana Timina Tanja Helle                       | Rajko Gommers Kim Vermaas                  |
| 2017   | Rajko Gommers     | Li Jie                 | Ewout Oostwouder Laurens Tromer     | Yana Timina Tanja Helle                       | Rajko Gommers Kim Vermaas                  |
| 2016   | Laurens Tromer    | Britt Eerland          | Barry Wijers Martin Khatchanov      | Yana Timina Tanja Helle                       | Yana Timina Nathan van der Lee             |
| 2015   | Ewout Oostwouder  | Li Jie                 | Nathan van der Lee Cosmin Stan      | Britt Eerland Kim Vermaas                     | Rajko Gommers Kim Vermaas                  |
| 2014   | Ewout Oostwouder  | Li Jiao                | Barry Wijers Martin Khatchanov      | Carla Nouwen Nicky Zetsen                     | Nicky Zetsen Martijn de Vries              |
| 2013   | Casper ter Lüün   | Li Jiao                | Jelle Bosman Casper ter Lüün        | Linda Creemers Li Jiao                        | Nicky Zetsen Martijn de Vries              |
| 2012   | Barry Wijers      | Li Jiao                | Rajko Gommers Koen Hageraats        | Li Jie Jelena Timina                          | Barry Wijers Carla Nouwen                  |
| 2011   | Martijn de Vries  | Li Jiao                | Barry Wijers Nathan van der Lee     | Li Jiao Li Jie                                | Daan Sliepen Linda Creemers                |
| 2010   | Michel de Boer    | Li Jiao                | Barry Wijers Nathan van der Lee     | Li Jie Jelena Timina                          | Daan Sliepen Linda Creemers                |
| 2009   | Qi Xiao Feng      | Li Jiao                | Frank Rengenhart Merijn de Bruin    | Yana Timina Ana Gogorita                      | Frank Rengenhart Yana Timina               |
| 2008   | Danny Heister     | Li Jiao                | Danny Heister Barry Wijers          | Li Jie Jelena Timina                          | Li Jiao Danny Heister                      |
| 2007   | Trinko Keen       | Li Jiao                | Danny Heister Barry Wijers          | Li Jie Jelena Timina                          | Li Jiao Danny Heister                      |
| 2006   | Danny Heister     | Li Jiao                | Danny Heister Barry Wijers          | Li Jie Jelena Timina                          | Li Jiao Danny Heister                      |
| 2005   | Trinko Keen       | Li Jiao                | Danny Heister Barry Wijers          | Li Jiao Jelena Timina                         | Carla Nouwen Barry Wijers                  |
| 2004   | Trinko Keen       | Melisa Muller          | Danny Heister Trinko Keen           | Mirjam Kloppenburg Linda Creemers             | Mirjam Kloppenburg Michiel Janssen         |
| 2003   | Danny Heister     | Melisa Muller          | Danny Heister Trinko Keen           | Linda Creemers Carla Nouwen                   | Daan Sliepen Linda Creemers                |
| 2002   | Danny Heister     | Bettine Vriesekoop     | Danny Heister Trinko Keen           | Diana Bakker Melisa Muller                    | Daan Sliepen Linda Creemers                |
| 2001   | Danny Heister     | Ni Xialian             | Danny Heister Trinko Keen           | Ni Xialian Mi Hui Qing                        | Tang Yuan Yuan Liu Qiang                   |
| 2000   | Trinko Keen       | Jelena Timina          | Danny Heister Trinko Keen           | Diana Bakker Melisa Muller                    | Dong Li Wu Bin                             |
| 1999   | Trinko Keen       | Dong Li                | Danny Heister Trinko Keen           | Dong Li Floor Tebbe                           | Emily Noor Jörg de Cock                    |
| 1998   | Danny Heister     | Gerdie Keen            | Gerard Bakker jr. Chen Sung         | Gerdie Keen Melisa Muller                     | Emily Noor Jörg de Cock                    |
| 1997   | Danny Heister     | Gerdie Keen            | Danny Heister Chen Sung             | Mirjam Kloppenburg Gerdie Keen                | Melisa Muller Jonah Kahn                   |
| 1996   | Trinko Keen       | Gerdie Keen            | Merijn de Bruin Jonah Kahn          | Mirjam Kloppenburg Gerdie Keen                | Bettine Vriesekoop Jörg de Cock            |
| 1995   | Danny Heister     | Bettine Vriesekoop     | Danny Heister Trinko Keen           | Diana Bakker Emily Noor                       | Bettine Vriesekoop Jörg de Cock            |
| 1994   | Paul Haldan       | Bettine Vriesekoop     | Danny Heister Trinko Keen           | Diana Bakker Emily Noor                       | Bettine Vriesekoop Jörg de Cock            |
| 1993   | Danny Heister     | Mirjam Kloppenburg     | Danny Heister Trinko Keen           | Mirjam Kloppenburg Gerdie Keen                | Emily Noor Frank Boute                     |
| 1992   | Danny Heister     | Emily Noor             | Danny Heister Trinko Keen           | Gerdie Keen Emily Noor                        | Emily Noor Frank Boute                     |
| 1991   | Danny Heister     | Bettine Vriesekoop     | Trinko Keen Casper Mol              | Gerdie Keen Emily Noor                        | Emily Noor Danny Heister                   |
| 1990   | Paul Haldan       | Mirjam Kloppenburg     | Trinko Keen Casper Mol              | Gerdie Keen Emily Noor                        | Mirjam Kloppenburg Gerard Bakker jr.       |
| 1989   | Paul Haldan       | Gerdie Keen            | Frank Boute Danny Heister           | Brenda Hunterslag Gerdie Keen                 | Emily Noor Danny Heister                   |
| 1988   | Paul Haldan       | Mirjam Kloppenburg     | Paul Haldan Ron van Spanje          | Patricia de Groot Emily Noor                  | Gerdie Keen Geert Verhaegh                 |
| 1987   | Paul Haldan       | Mirjam Kloppenburg     | Paul Haldan Henk van Spanje         | Emily Noor Marlies Somers                     | Mirjam Kloppenburg Erwin Beek              |
| 1986   | Paul Haldan       | Bettine Vriesekoop     | Henk van Spanje Jaap van Spanje     | José Bakker Bettine Vriesekoop                | Bettine Vriesekoop Gerard Bakker jr.       |
| 1985   | Ron van Spanje    | Bettine Vriesekoop     | Henk van Spanje Ron van Spanje      | Jantien Jansma Mirjam Kloppenburg             | Bettine Vriesekoop Gerard Bakker jr.       |
| 1984   | Henk van Spanje   | Bettine Vriesekoop     | Han Gootzen Bob Potton              | Jantien Jansma Mirjam Kloppenburg             | Mirjam Kloppenburg Henk van Spanje         |
| 1983   | Ron van Spanje    | Bettine Vriesekoop     | Hans Lingen Patrick Swier           | Sandra de Kruiff Bettine Vriesekoop           | Sandra de Kruiff Patrick Swier             |
| 1982   | Henk van Spanje   | Bettine Vriesekoop     | Bert van der Helm Rene Hijne        | Sandra de Kruiff Bettine Vriesekoop           | Bettine Vriesekoop Patrick Swier           |
| 1981   | Nico van Slobbe   | Bettine Vriesekoop     | Jaap van Spanje Ron van Spanje      | Sandra de Kruiff Bettine Vriesekoop           | Jolanda Noordam Ronald Rijsdorp            |
| 1980   | Bert van der Helm | Bettine Vriesekoop     | Han Gootzen Bert van der Helm       | Sandra de Kruiff Bettine Vriesekoop           | Ine Willems Bert van der Helm              |
| 1979   | Bert van der Helm | Bettine Vriesekoop     | Han Gootzen Anne Vlieg              | Sandra de Kruiff Bettine Vriesekoop           | Bettine Vriesekoop Theo Louwers            |
| 1978   | Nico van Slobbe   | Bettine Vriesekoop     | Bert van der Helm Nico van Slobbe   | Sandra de Kruiff Bettine Vriesekoop           | Sonja Heltzel Rene Hijne                   |
| 1977   | Bert van der Helm | Bettine Vriesekoop     | Bert van der Helm Will van Zoelen   | Sandra de Kruiff Bettine Vriesekoop           | Mieke Arntz Bert van der Helm              |
| 1976   | Bert van der Helm | Sonja Heltzel          | Hans van de Broek Hans Lingen       | Sandra de Kruiff Bettine Vriesekoop           | Marianne van der Vliet Nico van Slobbe     |
| 1975   | Nico van Slobbe   | Sonja Heltzel          | Carel Deken Nico van Slobbe         | Ellen Klatt Marianne van de Vliet             | Sonja Heltzel Bert Schoofs                 |
| 1974   | Bert van der Helm | Ellen Klatt            | Bert van der Helm Nico van Slobbe   | Ellen Klatt Conny van Moorst                  | Sonja Heltzel Bert Schoofs                 |
| 1973   | Bert van der Helm | Sonja Heltzel          | Carel Deken Bert Schoofs            | Sonja Heltzel Annemiek van Moorst             | Sonja Heltzel Bert Schoofs                 |
| 1972   | Bert van der Helm | Veronique van der Laan | Bert van der Helm Nico van Slobbe   | Sonja Heltzel Annemiek van Moorst             | Sonja Heltzel Bert Schoofs                 |
| 1971   | Bert van der Helm | Sonja Heltzel          | Carel Deken Bert Schoofs            | Sonja Heltzel Annemiek van Moorst             | Ellen Klatt Frans Schoofs                  |
| 1970   | Bert Schoofs      | Ellen Klatt            | Gerard Bakker sr. Bert van der Helm | Veronique van der Laan Aukje Wynia            | Aukje Wynia Bert van der Helm              |
| 1969   | Bert van der Helm | Mary van Ruiten        | Carel Deken Bert Schoofs            | Mieke ten Broek Veronique van der Laan        | Ellen Kort Bert van der Helm               |
| 1968   | Bert van der Helm | Mary van Ruiten        | Carel Deken Bert Schoofs            | Annie van Gardingen Maria Nielen              | Ria Bogmans Rüdiger Reinecke (Deutschland) |
| 1967   | Bert van der Helm | Mieke ten Broek        | Ed van de Berg Frans Schoofs        | Annie van Gardingen Ilse Hameeteman-Tessensoh | nicht ausgetragen                          |
| 1966   | Bert van der Helm | Annemarie Wijnants     | Gerard Bakker sr. Bert van der Helm | Ria Bogmans Annemarie Wijnants                | Ellen Kort Bert van der Helm               |
| 1965   | Bert Onnes        | Ria Bogmans            | Mauri Colthof Bert Onnes            | Ursula Stulemeyer-Artz Annemarie Wijnants     | Annemarie Wijnants Bert Onnes              |
| 1964   | Frans Schoofs     | Ursula Stulemeyer-Artz | Mauri Colthof Bert Onnes            | Ursula Stulemeyer-Artz Aukje Wynia            | Aukje Wynia Bert Onnes                     |
| 1963   | Bert Onnes        | Ria Bogmans            | Bert Onnes Frans Schoofs            | Ursula Artz Aukje Wynia                       | Ursula Artz Frans Schoofs                  |
| 1962   | Bert Onnes        | Ursula Artz            | Bert Onnes Frans Schoofs            | Ursula Artz Nellie Visscher                   | Nellie Visscher Bert Onnes                 |
| 1961   | Bert Onnes        | Tine de Jong           | Gerard Bakker sr. Jaap van Hummel   | Nellie Visscher Aukje Wynia                   | Nellie Visscher Bert Onnes                 |
| 1960   | Bert Onnes        | Agnes Simon            | Bert Onnes Frans Schoofs            | Ursula Artz Agnes Simon                       | Agnes Simon Bert Onnes                     |
| 1959   | Bert Onnes        | Agnes Simon            | Bert Onnes Frans Schoofs            | Agnes Simon Nellie Visscher                   | Agnes Simon Bert Onnes                     |
| 1958   | Frans Schoofs     | Nora van Megen         | Paul Gimbel Will van Zoelen         | Coby van Megen Nora van Megen                 | Nora van Megen Bert Onnes                  |
| 1957   | Paul Gimbel       | Nora van Megen         | Henny Grijzenhout Bert Onnes        | Coby van Megen Nora van Megen                 | Nora van Megen Bert Onnes                  |
| 1956   | Bert Onnes        | Nora van Megen         | Bert Onnes Wim Stoop                | Coby van Megen Nora van Megen                 | Nora van Megen Bert Onnes                  |
| 1955   | Cor du Buy        | Nora van Megen         | Henny Grijzenhout Piet Weel         | Coby van Megen Nora van Megen                 | Nora van Megen Cor du Buy                  |
| 1954   | Cor Pelser        | Nora van Megen         | Cor du Buy Will van Zoelen          | Coby van Megen Nora van Megen                 | Nora van Megen Cor du Buy                  |
| 1953   | Cor Pelser        | Coby van Megen         | Cor du Buy Will van Zoelen          | Coby van Megen Nora van Megen                 | Henny van Woezik Will van Zoelen           |
| 1952   | Cor du Buy        | Coby van Megen         | Piet Kreuger Cor Pelser             | Lotte Schoonderbeek Henny van Woezik          | Coby van Megen Jan Scheffer                |
| 1951   | Cor du Buy        | Henny van Woezik       | Cor du Buy Will van Zoelen          | Fransje Beck Henny van Woezik                 | Fransje Beck Will van Zoelen               |
| 1950   | Cor Pelser        | Henny van Woezik       | Piet Kreuger Cor Pelser             | Fransje Beck Ina Kiek                         | Ina Kiek Guus Broné                        |
| 1949   | Cor du Buy        | Margo van Wijk         | Cor du Buy Will van Zoelen          | Ina Kiek Henny van Woezik                     | Ina Kiek Cor du Buy                        |
| 1948   | Piet Kreuger      | Margo van Wijk         | Cor du Buy Will van Zoelen          | Ina Kiek Dini de Vries-Bakkenes               | Ina Kiek Cor du Buy                        |
| 1947   | Cor du Buy        | Margo van Wijk         | nicht ausgetragen                   | nicht ausgetragen                             | nicht ausgetragen                          |
| 1946   | Bep van Ham       | Margo van Wijk         | Ad Bouwmans Huub Thien              | Diny Meulendijk Tiny Zuidgeest                | Anja Berendsen Herman Posno                |
| 1945   | nicht ausgetragen | nicht ausgetragen      | nicht ausgetragen                   | nicht ausgetragen                             | nicht ausgetragen                          |
| 1944   | Bep van Ham       | Margo van Wijk         | nicht ausgetragen                   | nicht ausgetragen                             | nicht ausgetragen                          |
| 1943   | Cor du Buy        | Dini Bakkenes          | nicht ausgetragen                   | nicht ausgetragen                             | nicht ausgetragen                          |
| 1942   | Andre Thunnissen  | Dini Bakkenes          | Cor du Buy Jaap du Buy              | Enny Rauch Margo van Wijk                     | Enny Rauch Guus Broné                      |
| 1941   | Gijs van Asten    | Margo van Wijk         | Lex Admiraal Hans Falkena           | Enny Rauch Margo van Wijk                     | Enny Rauch Herman Falkena                  |
| 1940   | nicht ausgetragen | nicht ausgetragen      | nicht ausgetragen                   | nicht ausgetragen                             | nicht ausgetragen                          |
| 1939   | Cor du Buy        | Margo van Wijk         | Cor du Buy Ruud Koster              | Fien Herschel Mary Huberts                    | Coby Kluun Cor du Buy                      |
| 1938   | Cor du Buy        | Ina Kick               | André Thunnissen Harry Thunnissen   | Ina Kiek Clara van West                       | Jetty Fernandus Arwid Danner               |
| 1937   | Cor du Buy        | Clara van West         | Cor du Buy Piet Clausen             | Ina Kiek Zus Snoeck-Henkemans                 | Ina Kiek Hans Cserno                       |
| 1936   | Eddy Gano         | Ina Kick               | Eddy Ganon Henk Kappelhoff          | Puck Kappelhoff Clara van West                | Puck Kappelhoff Eric Danner                |
| 1935   | Wim Groenendijk   | Clara van West         | -                                   | -                                             | -                                          |